# Културни центар „Радоје Домановић” Рача
| Културни центар „Радоје Домановић” Рача |                                                                 |
| Оснивач:                                | Општина Рача                                                    |
| Основан:                                | 1974.                                                           |
| Седиште:                                | Карађорђева 60, · Рача Србија                                   |
| Веб презентација                        | http://www.kc-raca.rs/ Архивирано на веб-сајту (5. јануар 2019) |
| Контакт:                                | 034/751-275                                                     |

Културни центар „Радоје Домановић” Рача основан је 1974. годинине одлуком Скупштине општине Рача. Настао је спајањем Радничког универзитета и Народне библиотеке.
Као основна делатност културног центра наводи се образовање ван система школства. Пратећи потребе становника Раче и културолошке трендове, Културни центар је уз своју основну делатност и у оквиру ње у свој програм уврстио пројекцију филмова, школе страних језика, музичку школу, течајеве стручног оспособљавања, рад са аматерима свих врста, помоћ и подршку разним удружењима који функционишу у склопу центра или самостално. 
Библиотека се 1996. године издваја из састава Културног центра и наставља као самостална установа.
Тренутно у Културном центру функционише: аматерско позориште, фолклорни ансамбл, удружење ликовних стваралаца, дечја креативна радионица, бројни уметнички програми и манифестације из области визуелних, драмских и музичких уметности.